# 廣肇羅道
广肇罗道，清朝时广东的行政编制。
由广州府、肇庆府、罗定直隶州组成。还包括佛冈直隶厅、赤溪直隶厅。驻地在肇庆府。